# Ахметов, Илай Узбекович
Ахметов Илай Узбекович (род. 3 июля 1956, Дудовка, Казачинский район, СССР) — российский государственный деятель. 16 апреля 2007 года был избран мэром Ачинска, набрав 67 % голосов избирателей. 2001—2006 гг. — депутат Законодательного Собрания Красноярского края третьего созыва. Входил в состав двух постоянных комиссий: по финансам, бюджету и налоговой политике и по законности, правопорядку, защите прав граждан и информационной политике.

## Биография
Ахметов родился 3 июля 1956 года, в деревне Дудовка Казачинском районе, СССР. В 1978 году окончил Красноярский институт цветных металлов.

### Трудовая деятельность[1]
В 1978—1984 гг. — мастер, старший мастер Красноярского алюминиевого завода.
В 1984—1998 гг. — мастер, начальник производства Саянского алюминиевого завода.
В 1998—1999 гг. — арбитражный управляющий АО «Молибден» г. Сорска.
В 1999—2000 гг. — генеральный директор Сорского горно-обогатительного комбината.
В 2000—2001 гг. — управляющий директор ОАО «Ачинский глиноземный комбинат».
В 2001 г. — генеральный директор ОАО «Ачинский глиноземный комбинат».
В 2002—2003 гг. — генеральный директор ОАО «Красноярский алюминиевый завод».
В 2003—2004 гг. — генеральный директор ООО «Континенталь-Сибирь».
В 2004—2005 гг. — назначен управляющим директором ООО «Енисейский целлюлозно-бумажный комбинат».
2001—2006 гг. — депутат Законодательного Собрания Красноярского края третьего созыва. Входил в состав двух постоянных комиссий: по финансам, бюджету и налоговой политике и по законности, правопорядку, защите прав граждан и информационной политике.
16 апреля 2007 г. был избран мэром Ачинска, набрав 67 % голосов избирателей.
Член президиума регионального политического совета партии «Единая Россия».
26 марта 2010 года на первой сессии городского Совета депутатов четвертого созыва абсолютным большинством избран Главой Ачинска и Председателем Ачинского городского Совета депутатов.
26 октября 2015 года на третьей сессии городского Совета депутатов пятого созыва абсолютным большинством избран Главой города Ачинска.
23 июня 2020 года на сессии Ачинского городского Совета депутатов досрочно завершил свои полномочия на посту главы города.

## Семья
Женат. Имеет, пятеро детей и пятеро внуков. По национальности — татарин.

## Награды
Лауреат премии ОАО «Саянский алюминиевый завод», лауреат международного конкурса «Элита информациологов мира», академик международной академии информатизации, почетный металлург.
В 2008 году награжден общественным Орденом «Российская нация» за большой личный вклад повышения эффективности работы органов местного самоуправления.
В 2012 году награжден Орденом «Честь и Слава» (III степени) Русской Православной Церкви.
В 2013 году награжден нагрудным знаком «Почетный доцент Красноярского государственного аграрного университета».
В 2014 году награжден медалью «За мужество и героизм».
Награжден Благодарственным письмом Администрации Красноярского края в 2007 году, Почетной грамотой Губернатора Красноярского края в 2008 году, Благодарственным письмом Администрации Красноярского края в 2008 году, Благодарственным письмом Губернатора Красноярского края в 2010 году, Благодарственным письмом Губернатора Красноярского края в 2014 году.
В 2016 году награжден знаком отличия Красноярского края «За трудовые заслуги».